# Großer Mann ganz klein!
Großer Mann ganz klein! ist eine deutsche Fernsehkomödie aus dem Jahr 2013.

## Handlung
Ina Hofmann ist alleinerziehende Mutter, gehetzte Sekretärin bei einem Spielwarenhersteller und wird von ihren Kollegen gemobbt.
Als ihr schrecklicher Chef Alex auf einmal auf die Größe einer Spielfigur schrumpft, soll ausgerechnet sie ihm dabei helfen, wieder auf die normale Größe zu kommen. Dann muss sie auch noch die Präsentation für die Investoren geben, die über die Zukunft der Spielzeugfabrik entscheiden. 
Als Simone, die Ex-Freundin von Alex, von den eigenartigen Geschäftsgebaren und der Vertrautheit zwischen Chef und Sekretärin erfährt, hat sie den Verdacht, Ina und er könnten ein Verhältnis haben. Doch plötzlich wird er wieder groß und beweist ihr das Gegenteil.

## Hintergrund
Der Film wurde von der Wiedemann & Berg Filmproduktion produziert und verschlang ein Budget von 1,7 Millionen Euro. Bei der Erstausstrahlung am 7. Mai 2013 auf Sat.1 erzielte er eine Einschaltquote von 2,85 Millionen Zuschauern (9,8 % MA).